# 司马诠
司马诠（？—311年7月14日），《晉書》作司马铨，《资治通鉴》为司马诠。晉朝皇太子，為晋武帝司马炎之子清河王司马遐的第三子，300年，司马遐死后，他大哥司马覃袭封清河王，他为上庸王、豫章王。晋惠帝曾经册立司马覃为皇太子，但后来司马覃被废。307年三月，晋怀帝册立司马诠为皇太子，司马覃后被权臣东海王司马越所杀。311年六月十二戊戌，汉赵攻克洛阳，俘虏晋怀帝，刘曜杀太子司马诠、吴孝王司马晏、竟陵王司马楙和朝廷大臣，史称永嘉之乱。